# Momificación de animales

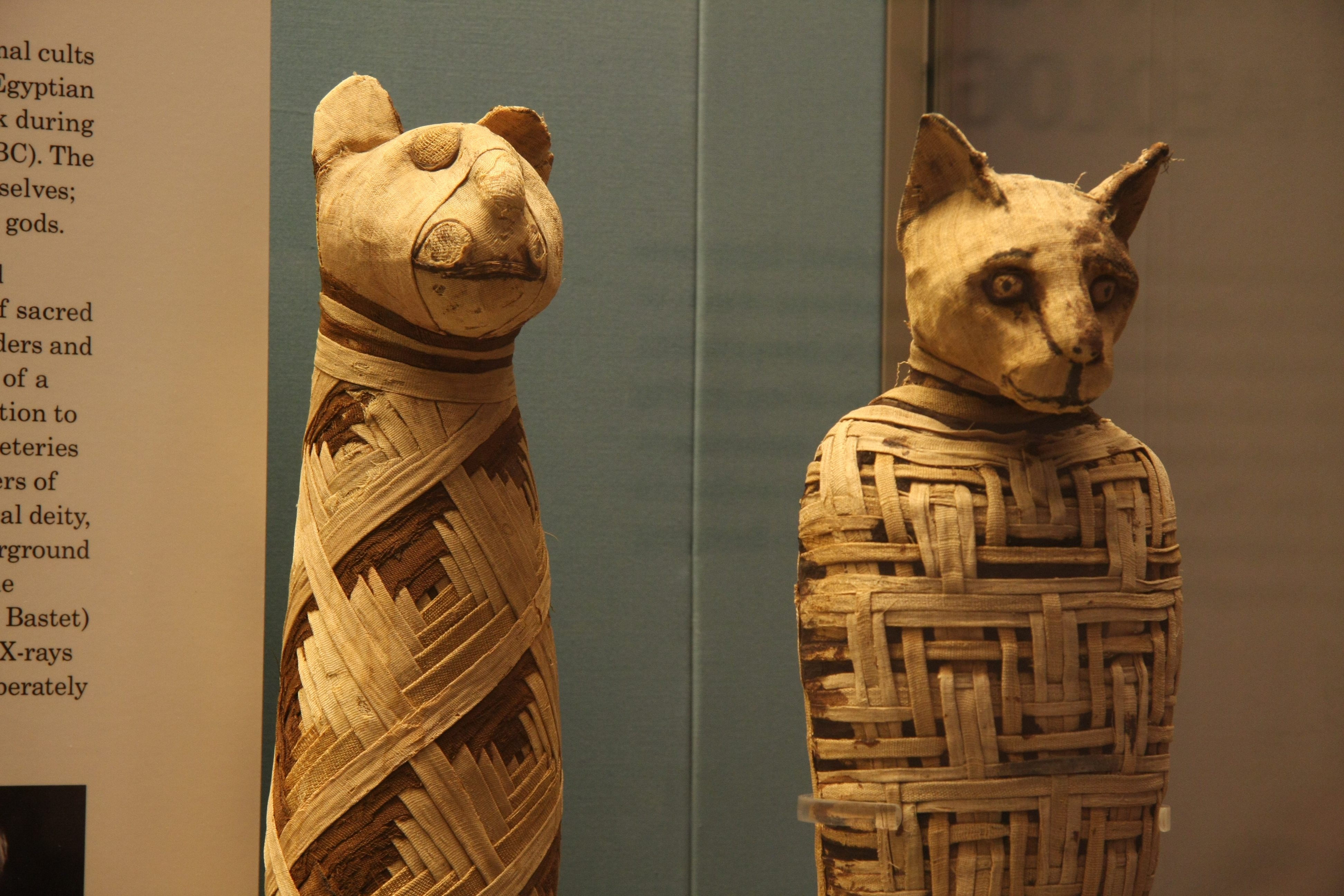
Momias egipcias de gatos en el Museo Británico, Londres.

La momificación de animales se originó en el antiguo Egipto. Allí momificaron varios tipos de animales, los cuales formaban una parte importante de la cultura egipcia, no únicamente en su papel de comida y mascotas, sino también por razones religiosas. Por lo general, se les momificaba con tres propósitos principales: permitir que las mascotas amadas se trasladaran a la otra vida con sus dueños, actuar como ofrendas a un dios en particular y porque algunos eran vistos como manifestaciones físicas de dioses específicos que los egipcios adoraban, siendo Bastet, la diosa gata, el principal ejemplo de estas deidades. En 1888, un campesino egipcio cavando en la arena cerca del entonces llamado Establos de Antara, el antiguo templo Speos Artemidos, descubrió una fosa común llena de felinos, antiguos gatos, que resultó formar parte de una inmensa necrópolis, donde docenas de miles fueron momificados y enterrados en fosas.

## Creencias egipcias sobre los animales
A lo largo de la historia del antiguo Egipto, los animales fueron muy respetados. En ninguna otra cultura, los animales han sido tan influyentes en tantos aspectos de la vida, y tampoco en ninguna se ha representado a los animales tan a menudo en sus obras de arte o escritura. Se estima que 2 de cada 4 o 5 jeroglíficos egipcios están relacionados con animales. Los egipcios creían que los animales eran cruciales para la supervivencia tanto física como espiritual, vital para la supervivencia física porque eran una fuente importante de alimento y para la supervivencia espiritual basada en lo bien que una persona trataba a los animales durante su vida en la tierra. Algunos animales se consideraron encarnaciones literales de los dioses, y por lo tanto, es comprensible que los egipcios hayan querido tener a tales animales en la más alta consideración, dándoles un entierro adecuado a través de la momificación.
La religión egipcia enseñaba sobre la vida después de la muerte. Para determinar la admisión o negación de una persona a la otra vida, los dioses harían una serie de preguntas como un juicio. Una de estas preguntas cruciales sería si habían maltratado a algún animal durante su vida en la tierra. Debido a esta creencia, la matanza de un animal se consideró un delito grave punible con la muerte. Diodoro Sículo un historiador griego del siglo I a. C. fue testigo del linchamiento de un romano que mató accidentalmente a un gato durante una visita a Egipto. Comprensiblemente, este castigo asustó a muchos egipcios hasta el punto de que si uno se topaba con un animal muerto, huirían de él para evitar la acusación de ser su asesino.

### Mascotas

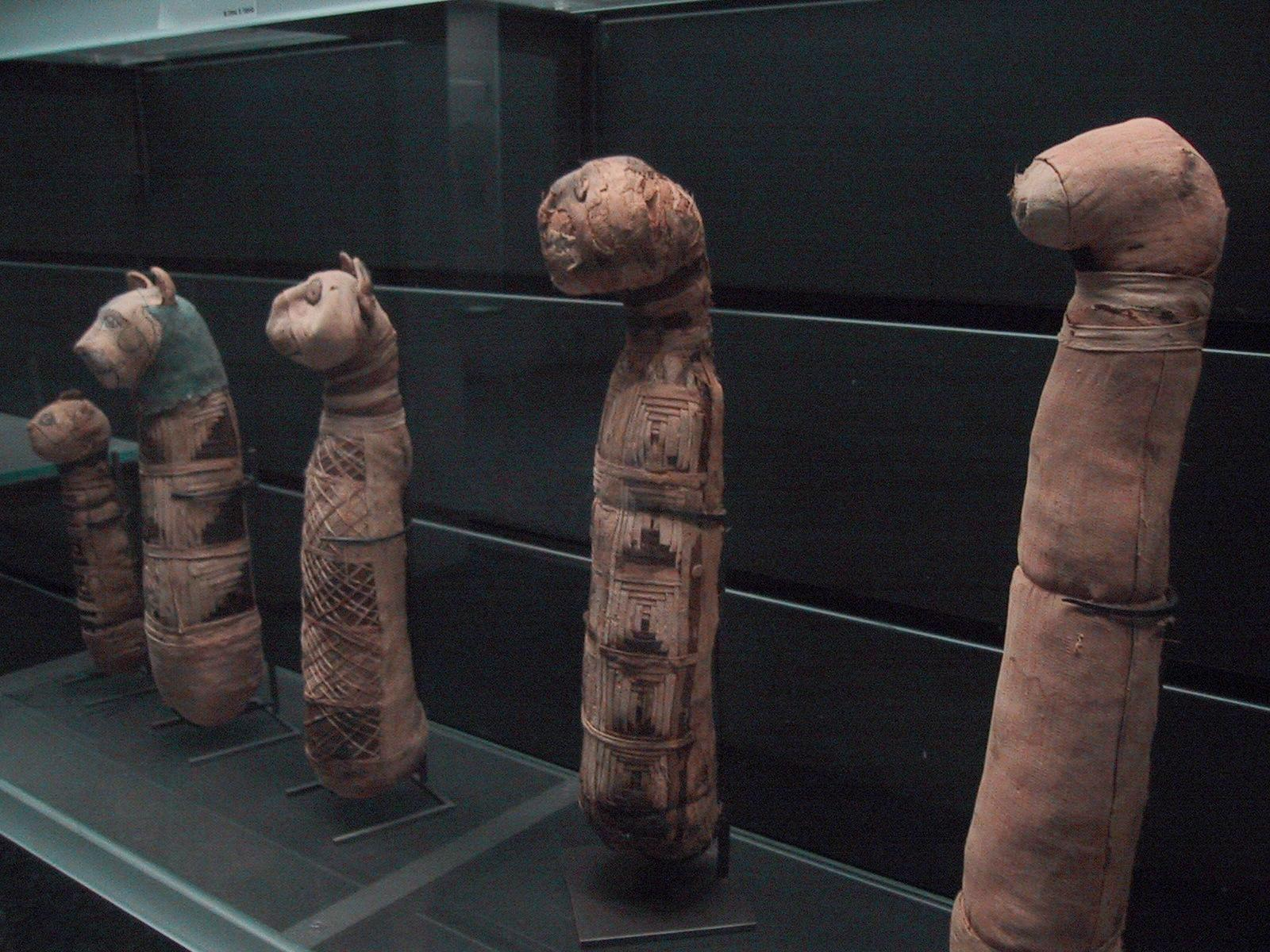
Momias de gatos en el Museo del Louvre.

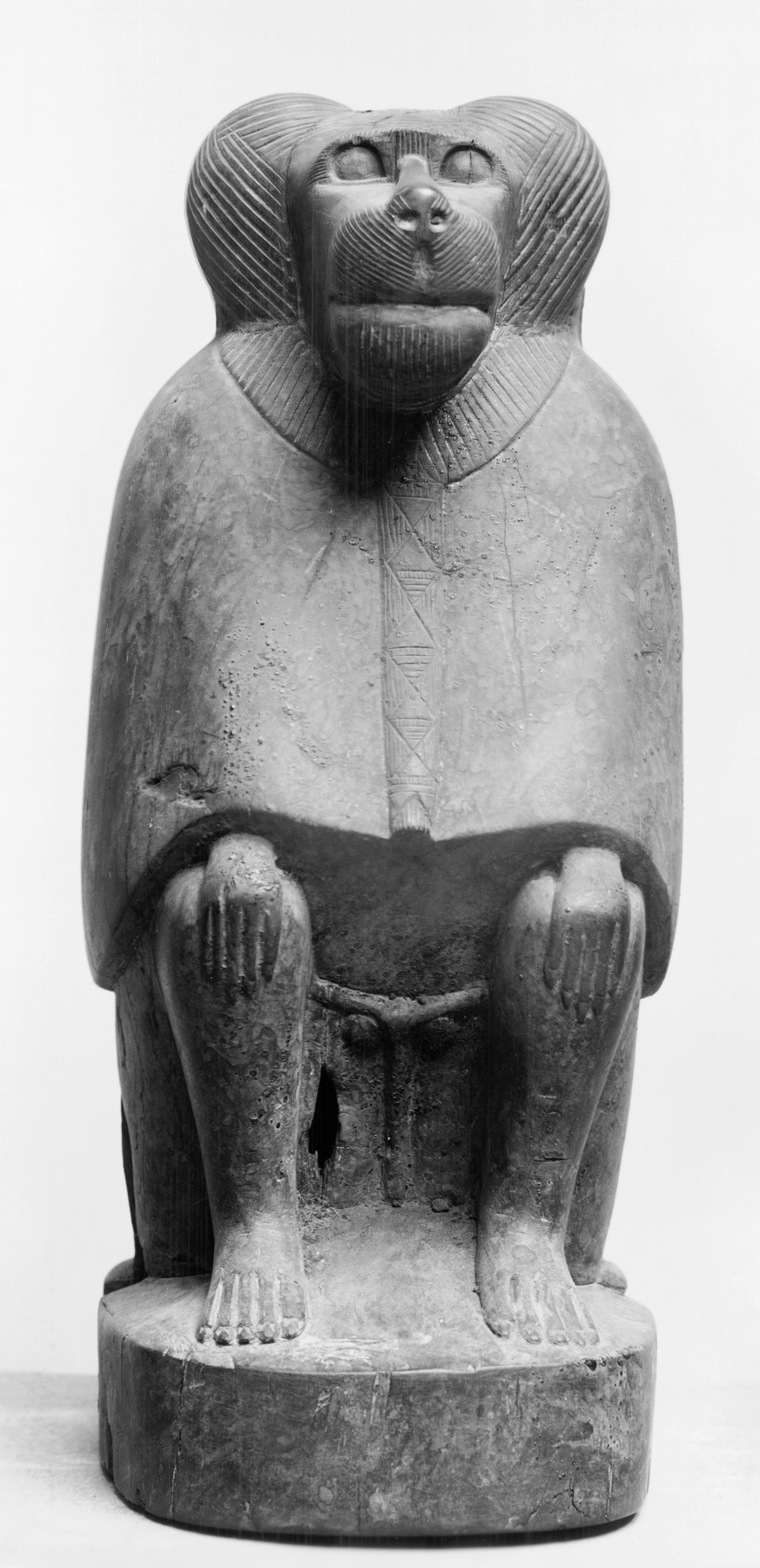
Sarcófago de un babuino, ofrecido al dios Tot. Museo Walters, Baltimore.

Mucho antes de que las momias de animales se usaran como ofrendas religiosas, los animales en Egipto se momificaban ocasionalmente por una razón más personal, como mascotas queridas cuya compañía mantener en el más allá. Las mascotas egipcias más comunes incluían gatos, perros, mangostas, monos, gacelas y pájaros. Muchos egipcios amaban a sus mascotas, y el proceso habitual de lamentar la pérdida de una mascota amada incluía llorar y afeitarse las cejas. Las mascotas egipcias antiguas recibían nombres como se hace actualmente, como lo demuestran más de 70 nombres de inscripciones descifradas que identificaban momias de perros. Las mascotas a menudo se representaban en las tumbas de los egipcios acomodados, lo que indicaba el afecto de sus amos hacia los animales.
Los egipcios creían que la momificación era imperativa para poder ingresar a la otra vida y, por lo tanto, se creía que la momificación de estas mascotas aseguraría la inmortalidad de los animales. Hallazgos arqueológicos específicos han confirmado que las mascotas fueron momificadas. El ejemplo más famoso de esto es el «mono verde adulto» (Chlorocebus aethiops) hallado en  Tebas junto a la reina Maatkara. Cuando se descubrió su tumba, había un pequeño bulto momificado presente a sus pies, que inicialmente se creía que era su hijo neonato, habiendo muertos ambos en el parto. Esto desconcertó a los arqueólogos porque la reina Maatkara era una alta sacerdotisa que había tomado un voto serio de celibato. Si este hubiera sido su hijo, habría significado que ella, en algún momento, había roto el juramento que había tomado como Suma Sacerdotisa, planteando un montón de otras preguntas sobre su vida. Finalmente, en 1968, se realizó una radiografía a la pequeña momia, y se determinó que era un mono verde adulto (Chlorocebus aethiops), no un bebé humano. Del mismo modo, la media hermana de Maatkara, Esemkhet, fue descubierta enterrada con otra mascota: tenía una gacela momificada en su tumba.

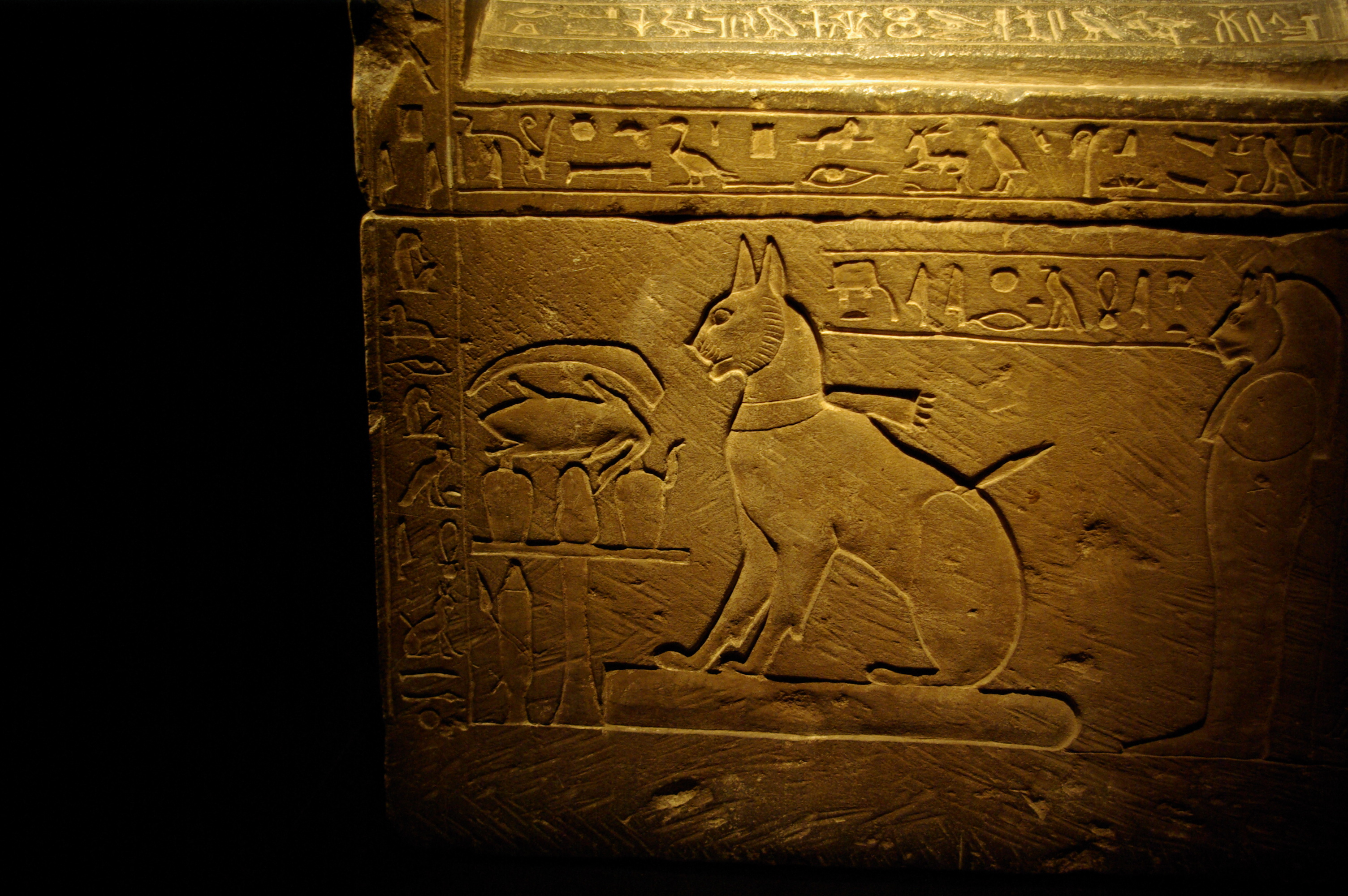
Sarcófago de la gata del príncipe Tutmosis, Ta-miu.

El príncipe Tutmosis de la Dinastía XVIII también fue enterrado con un animal querido: su gata mascota fue momificada y colocada en un ataúd de piedra en su tumba; sus títulos reales completos se dan en el sarcófago de la mascota: " «Príncipe heredero , Supervisor de los sacerdotes del Alto y Bajo Egipto, Sumo Sacerdote de Pta en Menfis y Sacerdote sem (de Ptah)»". Otro egipcio, llamado Hapymen, había momificado a su perro, que envuelto en un paño fue colocado a un lado de su ataúd. En la tumba KV 50 en el Valle de los Reyes, un perro momificado y un babuino fueron descubiertos enterrados juntos, siendo el propietario probablemente el faraón Amenofis II, cuya propia tumba está cerca y fue gran aficionado a la caza y los animales.

### Comida para la otra vida
Los egipcios creían que la vida póstuma sería como una continuación de esta, permitiendo el transporte de artículos de esta vida a la siguiente. Para proporcionar comida en la vida de ultratumba, los egipcios rodeaban a las momias humanas por lo que se conoce como «momias vitales». Estos animales se preparaban deshidratando la carne y envolviéndola en vendas de lino, para indicar que los animales eran alimentos, no mascotas.  No fueron momificados en la misma medida meticulosa que lo sería una mascota o una momia humana, pero los animales o partes de ellos, sin embargo, eran cuidadosamente preservados utilizando natrón y otras sales especiales.  Este alimento se incluía en las tumbas para sostener el alma de la persona fallecida, llamada ba, durante el viaje al otro mundo. Se ha encontrado una gran variedad de alimentos en muchas tumbas, principalmente panes, carnes y aves. La tumba del rey Tutankamón contenía varias cajas de madera con forma de ataúd que contenían este tipo de animal momificado, en su caso de pato y otros tipos de carne.

### Fines religiosos

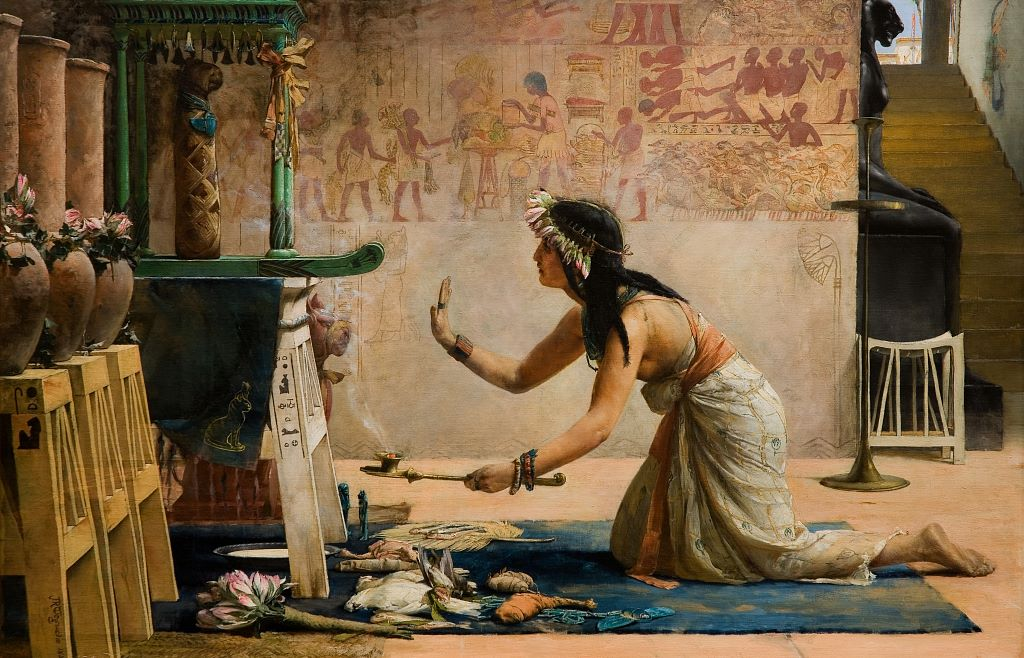
Las ofrendas al gato egipcio, por John Reinhard Weguelin (1886). La pintura representa a una sacerdotisa que ofrece regalos de comida y leche al espíritu de un gato. En un altar se alza la momia del difunto, y la tumba está decorada con frescos, urnas de flores, flores de loto y estatuillas. La sacerdotisa se arrodilla mientras arroja el humo del incienso hacia el altar. En el fondo, a la derecha, una estatua de Sekhmet o Bastet guarda la entrada a la tumba.

La religión del Antiguo Egipto se caracterizaba por el politeísmo, la creencia en múltiples dioses. Antes de la unificación del Alto y Bajo Egipto hacia el 3.000 a. C., había un gran número de estos dioses, cada uno de los cuales representaba un elemento diferente del mundo natural. Después de la gran unificación, se desarrolló una lista más limitada de dioses.
Estos dioses solían representarse con un cuerpo humano y una cabeza de animal, enfatizando todavía más la importancia de los animales en la religión egipcia. Con el tiempo, surgieron cultos religiosos para la adoración de cada dios específico. Dos tipos principales de adoración distinguían los cultos: la primera, la elección de adorar al dios a través de las ofrendas de animales momificados en masa, y la segunda, la selección de un animal totémico para representar al dios que era momificado en el momento de su muerte.

### Ofrendas votivas
La gran mayoría de las momias de animales egipcias eran ofrendas religiosas. Si un egipcio buscaba un favor de un dios, compraba o hacía una ofrenda y la colocaba en el templo apropiado del dios que deseaba complacer. Antes de que la momificación animal se hiciera común, estas ofrendas eran generalmente estatuas de bronce que representan a los animales. Sin embargo, con el tiempo, una alternativa más barata a las estatuas de bronce — las momias de animales— se convirtieron en la forma más popular de ofrenda desde la Baja Época. Literalmente, millones de estos animales momificados han sido descubiertos por todo Egipto. La inspección de estas momias, que generalmente se realiza a través de tomografías computarizadas que permiten a los investigadores examinar los esqueletos de las momias sin dañar las envolturas externas, ha sugerido que estos tipos de animales fueron criados con el único propósito de servir de ofrendas. A medida que el proceso de momificación animal con el propósito de hacer ofrendas creció, las técnicas de momificación se hicieron cada vez menos meticulosas. Los estudios modernos han revelado que muchas de las ofrendas de animales a gran escala de época griega (ptolemaica) y romana son «falsas», las envolturas contienen únicamente unos pocos huesos, plumas, cañas, madera o piezas de cerámica. Los animales se criaban en los terrenos del templo y luego se vendían a peregrinos o ciudadanos comunes. Los cuellos de los animales a menudo se rompían, una indicación de que su único propósito en la vida era sacrificarse como ofrendas. Al visitar los templos, los egipcios devotos comprarían estos animales y los ofrecerían a los dioses.
El sacerdote egipcio Hor, que vivió en el siglo II a. C., sugiere el propósito subyacente en la práctica de la momificación de los animales: «El beneficio [de la momificación] que se realiza para el ibis, el alma de Toth, el más grande, se hace también para el halcón, el alma de Ptah, el alma de Apis, el alma de Pre, el alma de Shu, el alma de Tefnut, el alma de Geb, el alma de Osiris, el alma de Isis, el alma de Neftis, los grandes dioses de Egipto, el Ibis y el Halcón» . Hor cree que las momias son las almas de los dioses: describe el ibis como el alma de Tot y el halcón como el alma de muchos dioses diferentes. Es decir, algunos animales eran, o estaban contenidos, en el concepto de ba- una parte del alma que es un agente activo en este mundo y en el mundo espiritual. Por lo tanto, las momias votivas de animales eran consideradas contenedores de las almas de los animales que actúan como mensajeros entre las personas en la tierra y los dioses.

#### Gatos

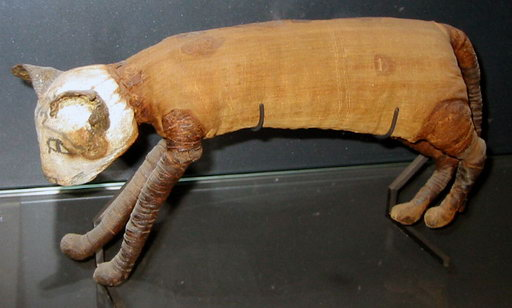
Un gato momificado.

Los gatos fueron momificados como ofrendas religiosas en cantidades enormes y se creía que representaban a la diosa del hogar y la maternidad Bastet o diosas leonas como Pajet o Sejmet. Este culto se centró principalmente en Tebas y Beni Hasan y en las catacumbas de Saqqara, en la década de 1880 se encontraron unas 200.000 momias de animales momificados. Los gatos que eran criados para convertirse en ofrendas de este tipo por lo general murieron debido a la estrangulación o la ruptura de sus cuellos. Durante la momificación, los cuerpos de los gatos se secaban y se rellenaban con arcilla, arena o algún otro tipo de material de embalaje. Eran colocados con sus extremidades dobladas cerca de sus cuerpos o en una posición sentada más realista. La envoltura generalmente se completaba a través de intrincados patrones geométricos. Al inicio del desarrollo de la momificación animal, las momias de gato se colocaron en pequeños sarcófagos de bronce o de madera. Las momias más caras generalmente estaban adornadas con rasgos dibujados en pintura negra y ojos de vidrio coloreado, obsidiana o cristal de roca. Los gatitos y los fetos eran momificados y enterrados dentro del vientre de una estatua que representaba a su madre. Con el paso del tiempo, como todas las momias diseñadas para este propósito, la momificación se hizo menos precisa. De hecho Terence Morrison-Scott, exdirector del Museo Británico de Historia Natural, desenvolvió una gran cantidad de momias de gatos, pero descubrió que muchas de ellas estaban simplemente rellenas con partes de cuerpos aleatorios de gatos y no se momificaban con cuidado detallado.

#### Ibis

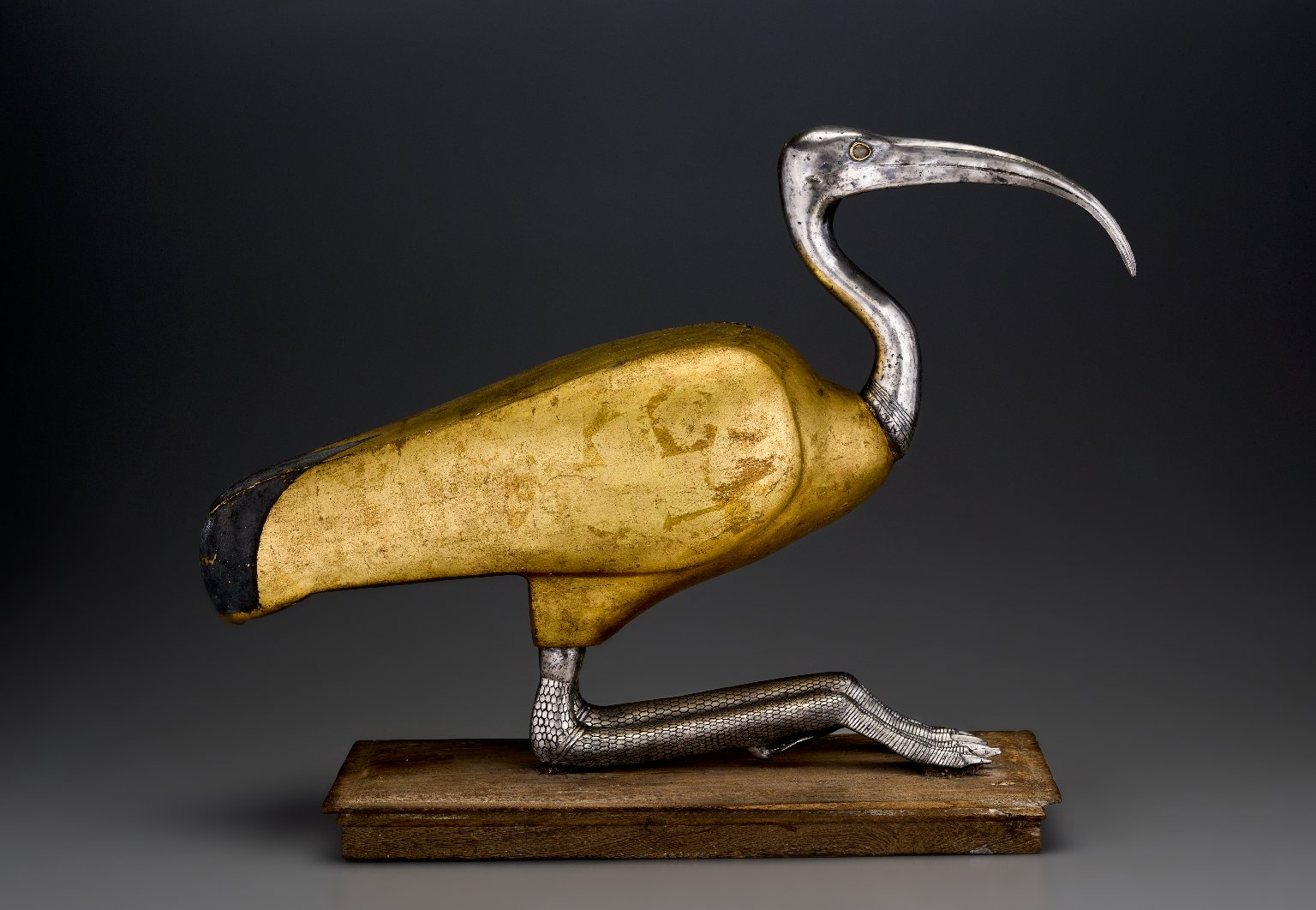
Sarcófago de un ibis, 305-30 a. C., 49.48, Brooklyn Museum.

El culto al ibis se estableció principalmente durante los períodos ptolemaico y romano y se dedicaba al dios de la sabiduría, Tot. Una investigación a partir de 2015 que utilizó la datación por radiocarbono 14 sugiere que las momias ibis egipcias estudiadas datan de un período de tiempo que se ubica entre aproximadamente 450 y 250 a. C., este momento cae en la historia egipcia entre el período tardío y el período ptolemaico. El número de ibis momificados es extraordinario. Se estima que únicamente Saqqara contiene cerca de 500.000 de estas momias y también se cree que se producían alrededor de 10.000 trabajos de momificación de esta ave por año. Además, se han descubierto aproximadamente cuatro millones de enterramientos de ibis en las catacumbas de Tuna el-Gebel. La momificación del ibis incluía la desecación y la evisceración. Por lo general, la cabeza y el cuello del ave quedaban doblados hacia atrás y presionados sobre el cuerpo. Luego se sumergía el cuerpo en betún y se envolvía con lino. La gran cantidad de ibis momificados sugiere que esto se hizo en una producción en masa, ya que muchas veces las momias contenían únicamente una parte del cuerpo. Después de cumplir con sus propósitos rituales, los cuerpos momificados se colocaban en ollas, ataúdes o sarcófagos de cerámica.

#### Babuinos

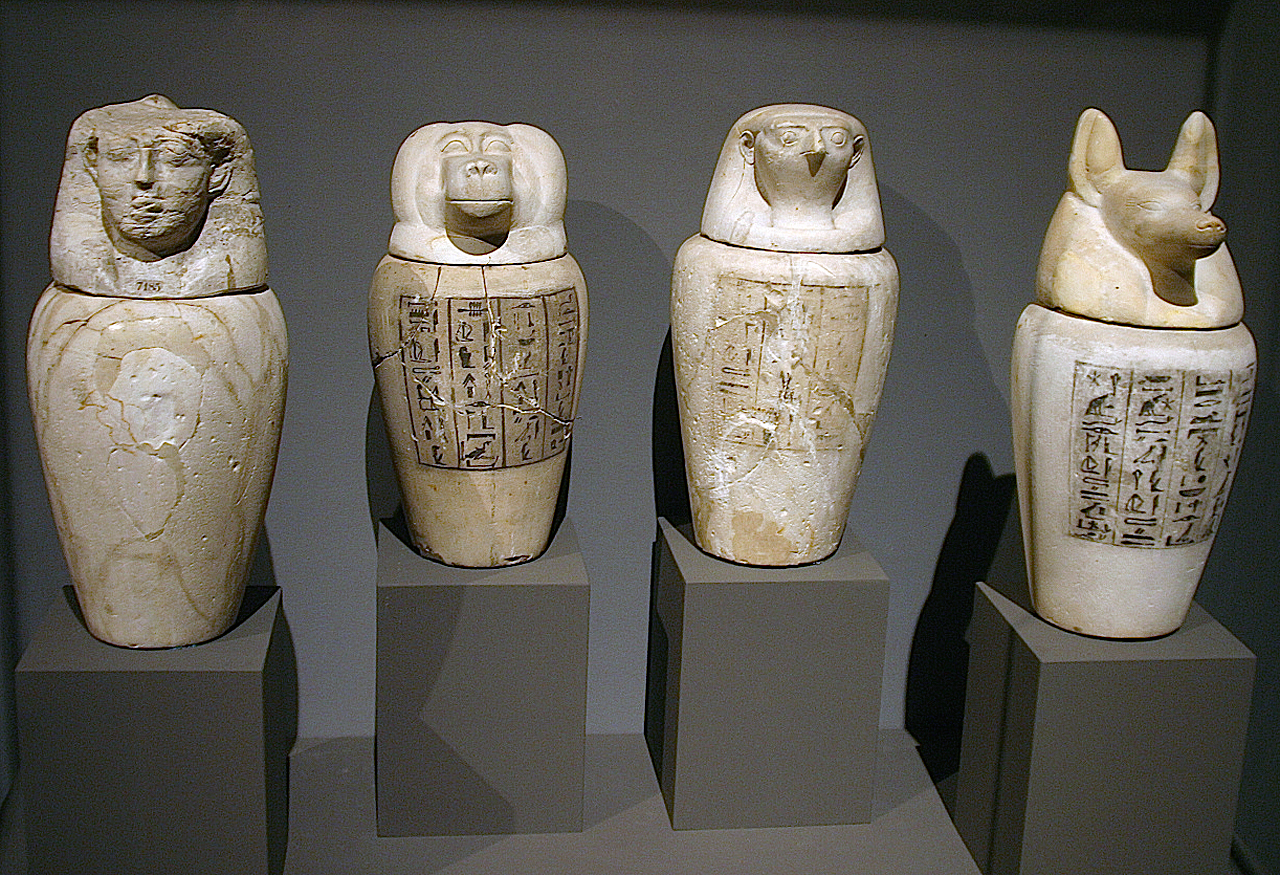
Los cuatro vasos canopos. Dinastía XIX. Museo de Berlín.

Los  babuinos también representaban a Tot, el dios de la luna, así como el dios de la sabiduría. La aparición babuinos en frascos canópicos, que albergaban los órganos de las momias humanas, es un testimonio del tremendo significado cultural de los animales. Los babuinos fueron criados en grandes cantidades en los templos, aunque el número de momias de babuinos que se han descubierto no es tan grande como el de gatos o ibis. Alrededor de 400 fueron descubiertos en las tumbas de Saqqara. La mayoría de los babuinos fueron momificados con yeso y enterrados en cofres de madera. Las momias babuinas que se han descubierto han proporcionado evidencia significativa de que fueron criados y momificados como ofrendas. Esta evidencia incluye pruebas de que los babuinos usualmente no murieron por causas naturales, y que la mayoría sufrió de desnutrición, fracturas, osteomilitis, y deficiencia de vitamina D.

#### Cocodrilos

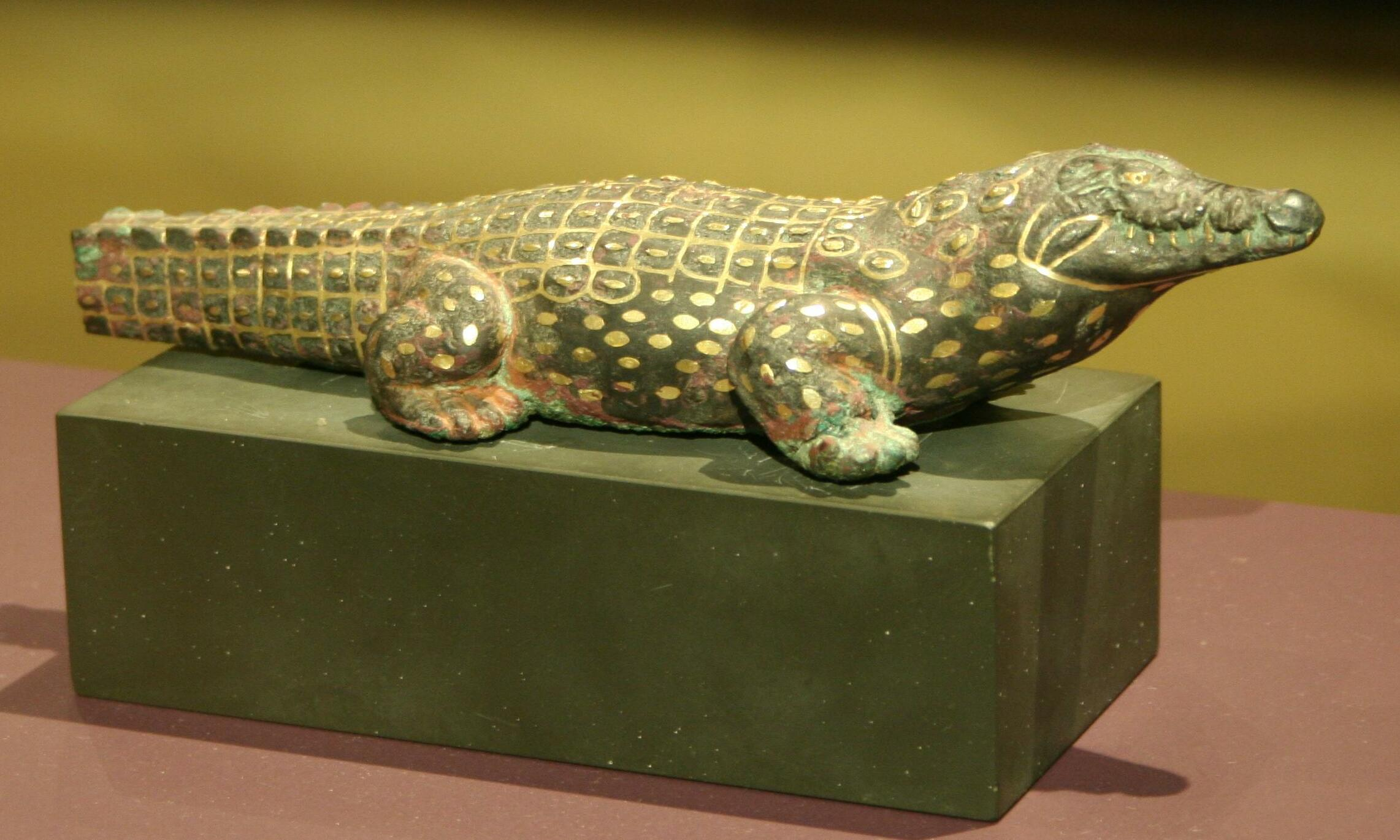
Estatua del dios cocodrilo Sobek en forma del animal completo.

El cocodrilo era considerado como un animal extremadamente feroz, a menudo usado para aterrorizar a los enemigos durante la guerra. El culto al cocodrilo fue dedicado a Sobek, dios de la fertilidad, y asociado al dios del sol, Ra. Típicamente, los cocodrilos se criaban en una vida de lujo completo, hasta que morían de forma natural por lo tanto no se sacrificaban como otros animales ofrendados. En los primeros años de este culto, los cocodrilos muertos fueron abundantemente momificados con oro y otras joyas preciosas. Sin embargo, a medida que la momificación se convirtió gradualmente en un proceso de producción en masa, se hizo un menor esfuerzo en su momificación y eventualmente consistió simplemente en envoltorios de tela y la aplicación de resina, un agente conservante. Cuando se encuentran en cantidades extremadamente grandes, las momias de cocodrilos, como muchos otros tipos de ofrendas de animales, contenían únicamente cañas o partes del cuerpo al azar. En el templo principal de Sobek, más tarde llamado Cocodrilópolis, los cocodrilos sagrados eran momificados y exhibidos en santuarios del templo o llevados en las procesiones.

#### Peces
Los peces fueron momificados en cantidades masivas como ofrendas a los dioses también en las últimas épocas de la cultura egipcia. Fueron envueltos en lino y unidos por bandas de tela empapadas en resina pegajosa, encerrando permanentemente las momias. Muchas veces, los círculos negros que representan los ojos fueron pintados en la tela endurecida. Se han identificado varias especies de peces, pero debido al deterioro de la condición de las momias, los científicos no pueden concluir si los órganos se extrajeron típicamente durante el proceso de momificación. Según el Museo de Liverpool, la perca del río Nilo fue una de las especies más habituales momificadas y ofrecidas a los dioses en estos cultos, al estar relacionada con la diosa Neit.

#### Otros animales
Otros animales momificados y el dios correspondiente representaban:
- Mangosta / Musaraña (Horus).
  - Un tipo grande de mangosta común de África, (Herpestes ichneumon) está representada en el arte egipcio desde el Imperio Antiguo en adelante. Reverenciado por su capacidad para matar serpientes, el llamado icneumón se relacionó con Horus y Atum, entre otros y fue adorado en todo el país. La musaraña, un mamífero nocturno del tamaño de un ratón, sustituía a los icneumones en el mito egipcio. Se cree que tiene visión tanto en la luz como en la oscuridad, el dios Horus Khenty-Irty de Letopolis estaba representado por el tipo de ojos abiertos y la musaraña respectivamente.

- Perros / Chacales (Anubis).

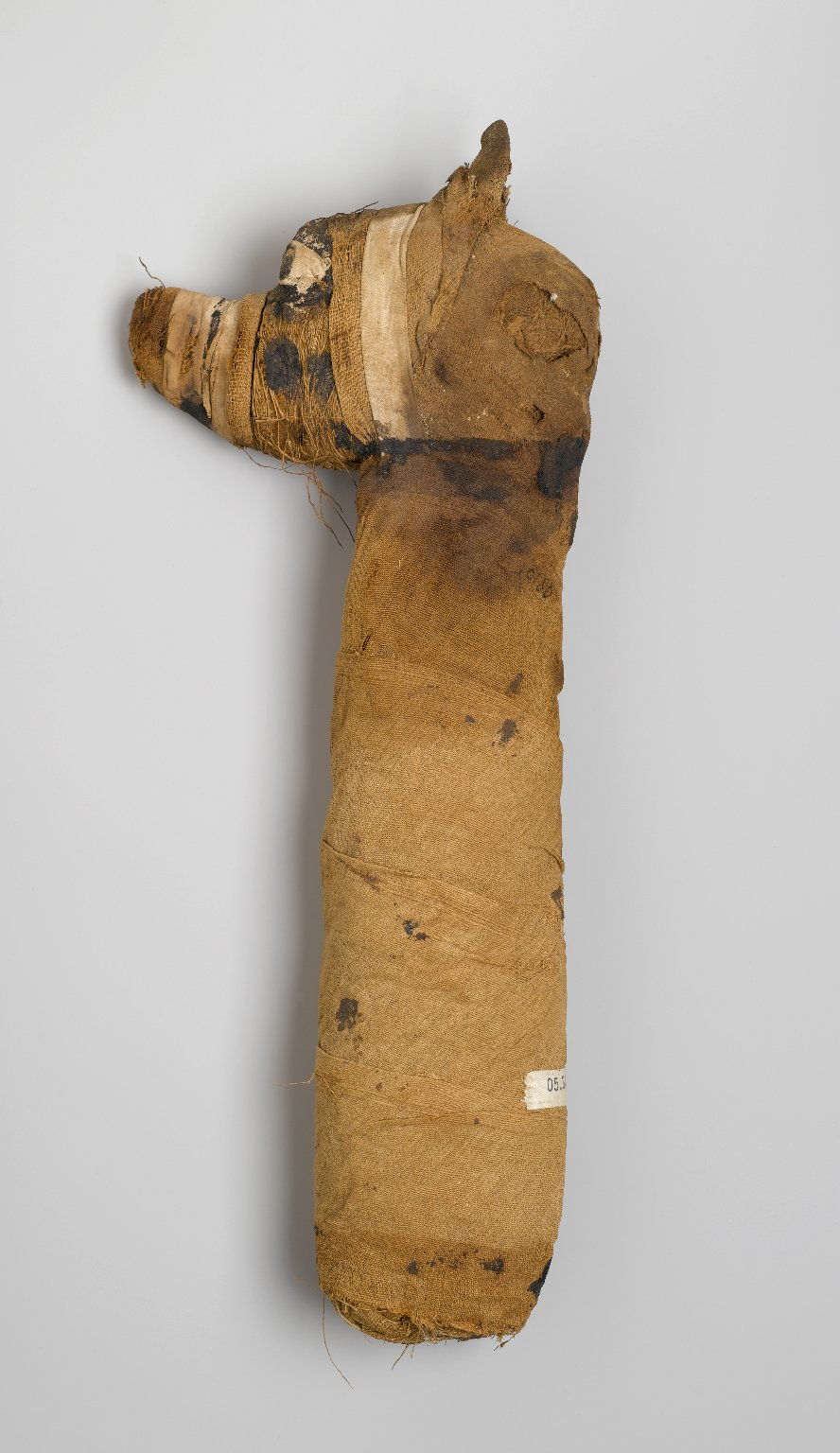
Perro momificado, 305 a. C.-395 d. C.,05.308, Museo Brooklyn.

  - Los perros fueron utilizados como mascotas domésticas, guardianes, pastores y ayudantes de la policía. Se pueden encontrar varias razas de perros en el antiguo Egipto, siendo el más popular el galgo, el basenji y el saluki, todos muy buenos para la caza. Desde la Primera Dinastía, los egipcios veneraron varias deidades bajo forma de chacales, siendo la más prominente Anubis. Fue representado como un canino o un humano con cabeza canina. Tradicionalmente, el animal de Anubis ha sido identificado como un chacal, pero su coloración generalmente negra, que simboliza la muerte, la conservación eterna y el renacimiento, no es típica de los chacales y en cambio puede denotar un perro salvaje. Debido a que los perros y los chacales vagaban por el borde del desierto, donde generalmente estaban enterrados los muertos, se les veía como protectores de los cementerios.[18]
- Aves, halcones (Horus) —Las aves se mantuvieron en recipientes con forma de alimento porque se utilizarían como alimento en la otra vida. Los halcones eran ofrecidos a Horus.
- La serpiente / anguila (Atum).
  - Las serpientes y las anguilas, y los lagartos, también fueron representaciones populares del dios Atum. Las serpientes eran vistas como criaturas de la tierra que encarnan cualidades primarias, involucradas en el proceso de creación. Debido a que muchas serpientes habitan en las marismas, estaban estrechamente relacionadas con el agua y el océano primigenio de Nun. Los egipcios eran muy conscientes de la utilidad de la serpiente para controlar las alimañas y de los peligros planteados por su veneno. Textos como el Papiro de Brooklyn incluyen remedios y hechizos mágicos para curar a los mordidos. Las deidades serpientes fueron adoradas con la esperanza de prevenir posibles ataques de sus representantes terrenales. Comúnmente momificados en los períodos tardío, ptolemaico y romano, los lagartos no habían desempeñado un papel importante en la cultura anterior.[19]
- Escarabajos
  - Los escarabajos eran muy populares en la cultura egipcia. Las imágenes de escarabajos se colocaron en tumbas desde el milenio IV a. C. y se usaron como sellos y amuletos oficiales para los vivos y los muertos. La palabra egipcia para escarabajo también significa «nacer» o «aparecer». Un escarabajo que empuja un objeto esférico evoca la imagen del escarabajo sagrado que impulsa el disco solar a través del cielo.[20] Dos momias de escarabajos encontradas en las excavaciones de Saqqara, eran las dos únicas momias de este tipo que se han encontrado hasta el año 2018.[21]

### Animales sagrados
En lugar de adorar a cada animal de una especie en particular, unos pocos animales fueron seleccionados para cultos específicos, elegidos por sus marcas especiales, para ser el tótem del dios en particular. Cada animal sagrado fue mimado y cuidado hasta su muerte, cuando se llevaban a cabo elaborados procedimientos de enterramiento. El animal era entonces momificado como un signo de respeto al dios. A continuación, se elegía un nuevo animal simbólico. Únicamente un animal a la vez sería elegido como el sagrado. Estos cultos a los animales alcanzaron el apogeo de la popularidad durante la época tardía y grecorromana. El ciclo de selección de un nuevo animal totémico continuó durante cientos de años. A pesar de que los animales sin duda se consideraban sagrados, los egipcios no adoraban a los animales en sí mismos, sino a la deidad invisible que se cree que estaba presente dentro del animal y que simbolizaba a la deidad. 

### Toros

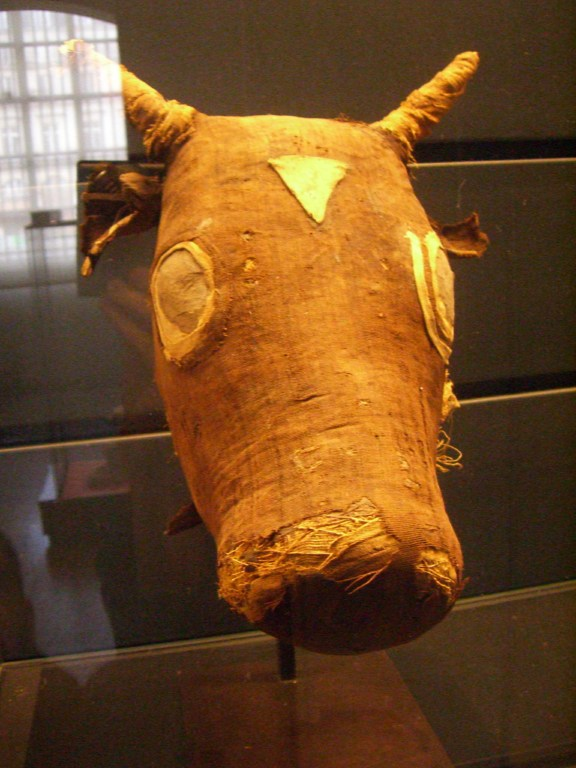
Cabeza momificada de un bovino expuesta en elLouvre.

En ciertos casos, como el toro Apis, el animal podría ser incluso una manera de comunicar los deseos del dios. El culto al toro Apis fue la fuente principal de este tipo de momia de animales sagrados desde el Imperio Antiguo, ya que la mayoría de los otros animales fueron momificados en grandes cantidades para ofrendas religiosas más tarde. El primero y el más famoso de todos los cultos de animales, el culto a los toros Apis, consideraba al toro como un símbolo solar de fuerza y fertilidad, representando a los dioses creadores Ptah y Osiris. La momificación fue una parte clave en la adoración de estos animales. Mientras estuviera vivo, el toro se alojaría en un templo especial, mimado profusamente durante toda su vida. Los sacerdotes creían que el toro Apis era un medio de comunicación entre los dos dioses creadores, por lo que sus movimientos eran cuidadosamente observados y, a veces, consultados como un oráculo. A estos animales sagrados se les permitió morir de muerte natural a menos que alcanzaran la edad de 28 años, momento en el que eran sacrificados. Cuando un toro Apis moría, todo el país guardaba luto. Se le proporcionaba un funeral elaborado y procedimientos de entierro intrincados. Debido a que los toros eran tan grandes, el proceso de momificación era largo y complicado. Enormes mesas de embalsamamiento de alabastro fueron construidas en Menfis, el centro del culto. Estaban completos con grabados y canales de drenaje de fluidos. Después de las ceremonias funerarias, el toro sería transportado a estas mesas, donde sería atado a la mesa. Sus órganos internos serían destruidos por aceites intraanales. El cuerpo del animal se secaría con sales de natrón y se rellenaría con arena. Entonces sería envuelto en mortajas de lino. Se agregarían ojos artificiales y una cabeza de escayola artística, asegurando que el toro todavía se pareciera a sí mismo.

## Diferencias entre la momificación de humanos y animales
El factor distintivo entre el proceso de la momificación humana y no humana es cuando los dos tipos fueron momificados. Los humanos habían sido momificados constantemente desde los tiempos predinásticos, cientos de años antes de que incluso el primer animal fuera momificado. Los primeros signos de momias de animales son de la cultura badariense durante el periodo predinástico de Egipto después de la unificación del Alto y Bajo Egipto.
Es probable que las momias de animales no existieran antes porque la momificación era menos accesible principalmente debido al costo. En general, a la momificación de los animales no se le prestó la atención cuidadosa que a los humanos. Las momias vendidas a los peregrinos como ofrendas fueron mínimamente tratadas, y a diferencia de los humanos, incluso los animales más sagrados, como los toros Apis, no tenían sus órganos internos preservados. La gran escala de producción indica que hubo relativamente poco cuidado y gasto en la preparación de animales en comparación con las momias humanas. Sin embargo, estudios radiológicos recientes realizados por arqueólogos indican que la momificación animal podía seguir más de cerca a la humana de lo que se pensaba originalmente. La opinión aceptada es que los animales simplemente se envolvieron en vendas de lino grueso y / o se sumergieron en resina después de la muerte. Sin embargo, Al igual que con la momificación humana, hubo un rango en términos de la calidad de los tratamientos. Un simple análisis visual de las momias sugiere que algunas momias de animales fueron tratadas con la misma complejidad que las de los humanos. Los egipcios trataban a los animales con gran respeto, considerándolos como mascotas domésticas y representantes de los dioses. La presencia de grasas, aceites, cera de abejas, goma de azúcar, betún y resinas de cedro y coníferas en las momias de animales muestra que los productos químicos utilizados para embalsamar a los animales eran similares a los utilizados en los seres humanos.